# Świstak alaskański
Świstak alaskański (Marmota broweri) – gryzoń z rodziny wiewiórkowatych, zamieszkujący Góry Brooksa, góry Ray oraz Kokrines Hills w północnej części amerykańskiego stanu Alaska, od okolic wybrzeża Morza Czukockiego do granicy z kanadyjskim terytorium Jukon. Być może zamieszkuje także w północnej części tego terytorium. Międzynarodowa Unia Ochrony Przyrody (IUCN) wymienia świstaka alaskańskiego w Czerwonej księdze gatunków zagrożonych jako gatunek najmniejszej troski.

## Systematyka
M. broweri był przez autorów pierwszego naukowego opisu (Eugene Hall i  Gilmore, 1934) traktowany jako podgatunek zasiedlającego północno-zachodnie tereny kontynentu północnoamerykańskiego świstaka siwego (Marmota caligata). Dopiero w 1979 zespół naukowców przedstawił dowody, że M. broweri winien być klasyfikowany jako odrębny gatunek.

## Budowa ciała
Świstak alaskański należy do największych przedstawicieli wiewiórkowatych zamieszkujących kontynent północnoamerykański. Ciało samców osiąga długość 582–652 mm (średnio 605 mm) przy masie 3–4 kg (średnio 3,6 kg). Niektóre publikacje podają opinie, że zwierzęta te mogą osiągać większe rozmiary: ponad 4,5 kg masy ciała przy długości ponad 76 cm. Ciała samic są z reguły mniejsze i osiągają długość 539–599 mm (ze średnią 579 mm) przy masie 2,5–3,5 kg (ze średnią 3,2 kg). Ciało zwierząt pokryte jest stosunkowo miękkim futrem (delikatniejszym niż u zamieszkującego także tereny Alaski świstaka siwego), wybarwione jednolicie na kolor rudawobrązowy. Tułów jest gruby, głowa jest krótka, szeroka z małymi uszami. Łapy krótkie, zakończone palcami zakończonymi pazurami stanowiącymi pomocne narzędzie w kopaniu nor. Ogon jest pokryty rudawym futrem.

## Tryb życia
Świstaki żyją w niewielkich skupiskach w pobliżu obszarów bogatych w roślinność stanowiącą dietę tych zwierząt. Świstak alaskański wykazuje aktywność dobową we wczesnych godzinach rannych i późnym popołudniem. Możliwe jest jednak opuszczanie nor także w innych porach dnia.

### Cykl życiowy
Okres godowy świstaków alaskańskich jest podobny jak u pozostałych gatunków świstaków zamieszkujących tereny Alaski. Zwierzęta łączą się w pary w kwietniu lub maju, a po około miesiącu rodzi się 2–6 (wg IUCN 4–5) bezwłosych i ślepych młodych. Na świat przychodzą w norze i pozostają pod opieką matki przez pierwszy rok życia. Młode świstaki osiągają dojrzałość płciową po upływie 2 lub 3 roku życia. Dożywają wieku ponad 10 lat.

#### Sen zimowy
We wrześniu dla świstaka alaskańskiego kończy się czas letniej aktywności i rozpoczyna się okres snu zimowego. Procesy metaboliczne organizmu ulegają spowolnieniu, dzięki czemu temperatura ciała ulega znacznemu obniżeniu. Hibernacja trwa do kwietnia lub maja. Zimowa nora świstaków alaskańskich jest przystosowana do długotrwałego snu zimowego. Pojedyncze wejście do tunelu wiodącego do gniazda jest lokalizowane na odsłoniętym zboczu, na którym śnieg ustępuje wczesną wiosną. Wejście zostaje jesienią zabudowywane od środka ubitą ziemią, fragmentami roślin i odchodami, tak że wszyscy członkowie klanu mogą opuścić norę dopiero na wiosnę, gdy usypana przegroda zaczyna rozmarzać. Nory są stosunkowo trwałe dla każdej kolonii. Niektóre są używane przez okres ponad 20 lat.

#### Znakowanie terenu
Świstak alaskański zaznacza swoje terytorium, pocierając pysk i gruczoły o skały.

#### Komunikacja
Świstaki alaskańskie zachowują czujność, monitorują otoczenie i sygnałami ostrzegawczymi alarmują inne świstaki przez zbliżającym się niebezpieczeństwem. W sytuacji zagrożenia – np. pojawienia się orła – świstak alaskański potrafi szybko uciekać i schować się w norze.

## Rozmieszczenie geograficzne
Świstaki alaskańskie zamieszkują Góry Brooksa, góry Ray oraz Kokrines Hills w północnej części amerykańskiego stanu Alaska, od okolic wybrzeża Morza Czukockiego do granicy z kanadyjskim terytorium Jukon. Być może zamieszkują także w północnej części tego terytorium.

## Ekologia
Świstaki alaskańskie żywią się trawami, jagodami, korzeniami, roślinami okrytonasiennymi, mchami i porostami. Do drapieżników polujących na świstaki zalicza się niedźwiedzia grizli, rosomaka tundrowego, wilka kanadyjskiego, a także orła przedniego, który poluje na młode świstaki.

### Siedlisko
Świstaki alaskańskie zamieszkują skaliste tereny w arktycznej tundrze, na wysokości od 1000 do 1200 m n.p.m.

## Ochrona
Gatunek ten nie jest objęty ochroną i jego środowisko nie jest obecnie zagrożone. Międzynarodowa Unia Ochrony Przyrody (IUCN) wymienia świstaka alaskańskiego w Czerwonej księdze gatunków zagrożonych jako gatunek najmniejszej troski.